# Danaher Corporation
Danaher Corporation é um conglomerado estadunidenses de empresas com sede em Washington, D.C.. Dezenas de empresas no mundo compõem  Grupo Danaher. Seus produtos estão concentradas nas áreas de desenvolvimento, fabricação e comercialização de produtos para Ciências da Vida e Diagnóstico.
Entre as principais empresas pertencentes ao conglomerado estão Hart Scientific, HEXIS, Gendex, KaVo Dental, Kerr, Ormco, Pelton & Crane, PaloDEx, Soredex, Total Care, AB Sciex, Beckman Coulter, Leica Microsystems, Molecular Devices, Radiometer Trojan Technologies,Alltec, McCrometer e Videojet.

## Divisão
Em 2015 o Grupo Danaher anunciou a separação do conglomerado, onde as empresas do segmento de Meio Ambiente e Automação e Instrumentação Industrial fariam parte de um novo conglomerado. Em 2016, foi lançada o novo conglomerado, que se chama Fortive.